# Alpandeire
Alpandeire egy község Spanyolországban, Málaga tartományban. Alpandeire Atajate, Benadalid, Benaoján, Jimera de Líbar, Jubrique, Ronda, Júzcar és Faraján községekkel határos. Lakosainak száma 258 fő (2024).

## Népesség
A település népessége az elmúlt években az alábbi módon változott:
| Lakosok száma | 299  | 291  | 284  | 271  | 274  | 269  | 244  | 260  | 266  | 258  |
|               | 2001 | 2004 | 2007 | 2009 | 2012 | 2014 | 2017 | 2019 | 2022 | 2024 |